# Venja Drkin
Venja Drkin (ruski: Веня Д'ркин, ukr. Дрантя, Веніамін Д'ркін, Вєня Диркін) (Dolžanskij, Ukrajina, 11. lipnja 1970.  – Koroljov, Rusija, 21. kolovoza 1999.), pravim imenom – Aleksander Mihajlovič Litvínov (ruski: Александр Михайлович Литвинов, ukrajinski: Олекса́ндр Миха́йлович Литви́нов), bio je ruski umjetnik ukrajinskog porijekla, pjevač, pisac bajki.
Napisao je preko 300 pjesama. Pjesme nose duboke i maštovite tekstove, a rjeđe su također i vrlo melodične. Tijekom kasnih 90.-ih, izvodi neke od svojih pjesama uz pratnju drugih glazbenika, posebice violinistice Veronike Beljajeve.
Venja Drkin umro je od raka (Hodgkinov limfom) 21. kolovoza 1999. godine.
I nakon smrti 1999., njegova glazba još je uvijek aktualna i dobiva brojna priznanja. To se može pripisati činjenici, da su prije njegove smrti, objavljena samo dva njegova albuma, a i oni su distribuirani u vrlo malom broju primjeraka. Nikada nije nastupio pred brojnom publikom, a većina njegovih javnih nastupa bili su na glazbenim festivalima i na kućnim koncertima.